# Escudo de Jordania
El escudo de armas del Reino Hachemí de Jordania es también el blasón del monarca jordano y procede de las armas de la dinastía Hachemí. 
En la parte superior figura una corona real cerrada de oro que representa la monarquía, colocada sobre un manto de color rojo y blanco que representa al trono hachemí. El color rojo del exterior simboliza el sacrificio y el blanco del interior, la pureza. Dentro del manto figuran dos banderas de la Revuelta Árabe contra el poder otomano, en la que se ha inspirado el diseño de las banderas de Jordania y de la que fue usada por el antiguo Reino Hachemita de Irak. Delante de las banderas está colocada un águila de color negro con un pico rojo y alas extendidas que representa el poder y el coraje. El águila reposa sobre un orbe azul, símbolo de la difusión del Islam por el mundo.
Bajo las figuras del águila y del orbe aparecen algunas armas que simbolizan el deseo de búsqueda de lo que es correcto para defenderlo frente a lo erróneo o injusto. Entre estas armas destaca un escudo de oro. En la parte inferior del escudo del país está situada la máxima condecoración del Reino, unida a dos ramas, una de trigo y otra de palma. Entre la condecoración y el escudo de oro, se ha añadido una cinta escrita en árabe con las palabras: "Rey del Reino Hachemí de Jordania que espera la ayuda y éxito gracias a Dios, Abdullah ibn Al Hussein ibn Aoun" (Abdullah II de Jordania) que ha sustituido, en la versión actual del escudo, al nombre de su padre y antecesor.